# Helmut Schlunk
Helmut Schlunk (Bottschow, Brandeburgo, Alemania, (hoy Boczów, Polonia), 23 de julio de 1906 – Endingen am Kaiserstuhl, Baden-Wurtemberg, Alemania, 9 de octubre de 1982). Arqueólogo e Historiador del Arte alemán especializado en la Alta Edad Media de España y Portugal. Fue primer director del Instituto Arqueológico Alemán de Madrid entre 1943 y 1945 y desde 1954 hasta su jubilación en 1971.

## Biografía
Estudió en las universidades de Viena, (1925-26), Berlín, (1926-27) y Hamburgo (1927-28). Participó en seminarios arqueológicos y durante sus vacaciones realizó amplios viajes por Francia, Italia y España. Se graduó como doctor en Berlín en 1930. Su interés por el arte de España se despertó en esos años y su tesis doctoral versó sobre el arte visigodo: Die Ornamentik in Spanien zur Zeit der Herrschaft der Westgoten.
Entre 1930 y 1932 estuvo en España por encargo de la Romanische Komission der Preussischen Akademie der Wissenschaften de Berlín. Durante esta estancia se esforzó en documentar fotográficamente los monumentos altomedievales españoles.

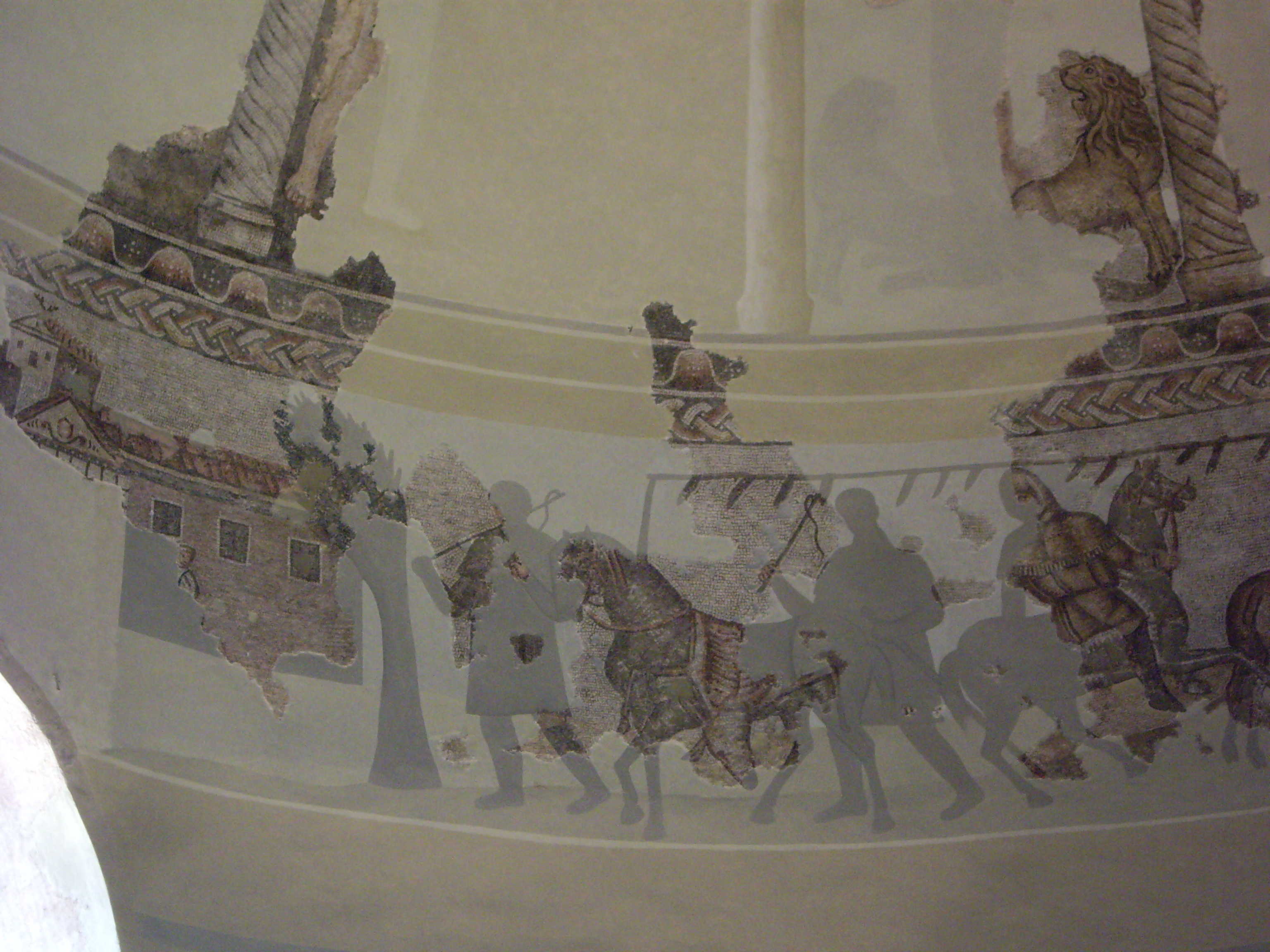
Pinturas paleocristianas de la cúpula del Mausoleo de Centcelles, Tarragona, que ocupó buena parte de las investigaciones del Instituto Arqueológico Alemán de Madrid.

Entre 1933 y 1935 residió en los Estados Unidos becado por la Universidad de Princeton, donde profundizó en sus estudios y ejerció como docente en la Universidad de Nueva York.
En 1935 fue nombrado conservador de la colección paleocristiana y bizantina del Museo Nacional de Berlín. Este puesto le ayudó a ampliar la base de su investigación acerca del arte visigodo que esos años ya se había ampliado al arte prerrománico asturiano de los siglos IX y X.

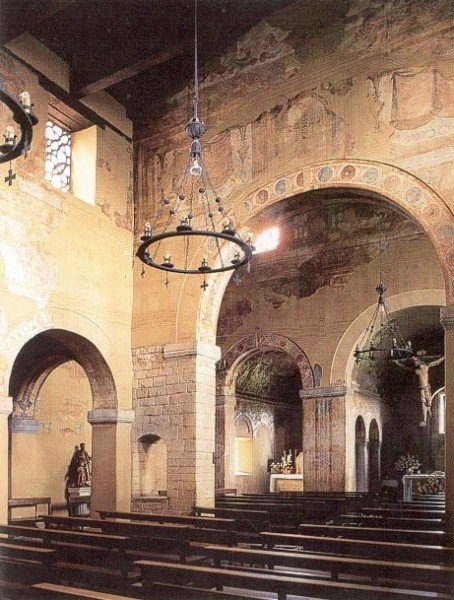
Pinturas murales de la Iglesia de San Julián de los Prados, Oviedo. El trabajo de Helmut Schlunk sobre estas pinturas, en colaboración con Magín Berenguer, sigue siendo de referencia obligada.

En 1943 fue creada la sección de Madrid del Instituto Arqueológico Alemán y le fue encargada a Helmut Schlunk, quien había sido movilizado debido a la Segunda Guerra Mundial y servía en el ejército, la fundación del centro, trasladándose a Madrid el 28 de mayo de 1943. En ese momento contaba con gran aceptación entre sus colegas españoles no ya por sus amplias publicaciones e investigaciones sino también por su valiosa aportación fotográfica y documental que permitió la restauración de la Cámara Santa de la Catedral de Oviedo, volada por los revolucionarios de la Revolución de Asturias de 1934. En noviembre de 1943 abrió sus puertas la biblioteca de trabajo del centro que permitió comenzar la investigación. Sin embargo el fin de la guerra trajo consigo la paralización y cierre del Instituto y su biblioteca quedando al amparo de las autoridades aliadas, estando a punto esta última de ser vendida en 1947.
Entre 1948 y 1953 ejerció la docencia en la Universidad de Valencia y tuvo un puesto de investigación en el Consejo Superior de Investigaciones Científicas, mientras gestionaba la devolución de la biblioteca y la reapertura del instituto.
La Embajada británica devolvió finalmente la biblioteca en 1953 y el 2 de marzo de 1954 reabrió de nuevo sus puertas el Instituto Arqueológico Alemán de Madrid. Fue nombrado director del mismo, cargo en el que permaneció hasta su jubilación en 1971.
Al frente del instituto se preocupó de atraer a los mejores colaboradores y viajó mucho por la península ya que creía que la observación directa era fundamental en la investigación. El primer objetivo del instituto fue la excavación y estudio del Castillo de Mulva, Sevilla. Poco después empezaron los trabajos en el mausoleo paleocristiano de Centcelles, Tarragona, respecto al que defendió su atribución como monumento funerario del emperador Constante. Se ocupó también del estudio de los sarcófagos paleocristianos en diferentes lugares de España. En 1957 publicó, en colaboración con el arqueólogo español Magín Berenguer, el mayor estudio hecho hasta entonces, y que sigue siendo de referencia obligada, de las pinturas murales de la iglesia de San Julián de los Prados, Oviedo, fechadas en el siglo IX, en la que se por primera vez se reproducían con exactitud, en láminas a color, las pinturas. También se ocupó de la iglesia portuguesa de São Gião de Nazaré, publicando nuevos planos de ella y fechándola en el siglo VII. Helmut Schlunk intentó ya desde los años 50 abrir una delegación del instituto en Lisboa, pero sus intentos no dieron resultado hasta 1971. Otra de sus preocupaciones fue el dotar al instituto de Madrid de una serie de publicaciones periódicas que se plasmaron en Madrider Forschungen, dedicada a tesis monográficas, que empezó a publicarse en 1956, y en Madrider Mitteilungen, revista que apareció en 1960.
Tras jubilarse se retiró a la ciudad alemana de Endingen, donde falleció en 1982.

## Reconocimientos
El trabajo de Helmut Schlunk fue extensamente reconocido en España. Fue condecorado con la Gran Cruz de Alfonso X el Sabio, nombrado Consejero de Honor del Consejo Superior de Investigaciones Científicas y doctor honoris causa por las universidades de Oviedo, Sevilla y Salamanca entre otras distinciones y reconocimientos.

## Obra
De entre la extensa obra de Helmut Schlunk se pueden destacar las siguientes:
- Arte visigodo. Arte asturiano, en Ars Hispaniae (1947).
- The crosses of Oviedo, en The Art Bulletin. (1950).
- Las pinturas de Santullano. Avance del estudio de la pintura mural asturiana de los siglos IX y X. en Archivo Español de Arqueología. (1952).
- La pintura mural asturiana de los siglos IX y X, junto con Magín Berenguer. (1957).
- Informe preliminar sobre los trabajos realizados en Centcelles, junto con Theodor Hauschild. (1962).
- La iglesia de San Giäo de Nazaré, en II Congreso Nacional de Arqueología de Coimbra. (1971).
- Die Denkmäler der frühchristlichen und westgotischen Zeit, junto con Theodor Hauschild. (1978)
- Las cruces de Oviedo. El culto de la Vera Cruz en el Reino de Asturias. (1985).
- Die Mosaikkuppel von Centcelles. (1988).